# Lijst van Stolpersteine in Utrecht (provincie)

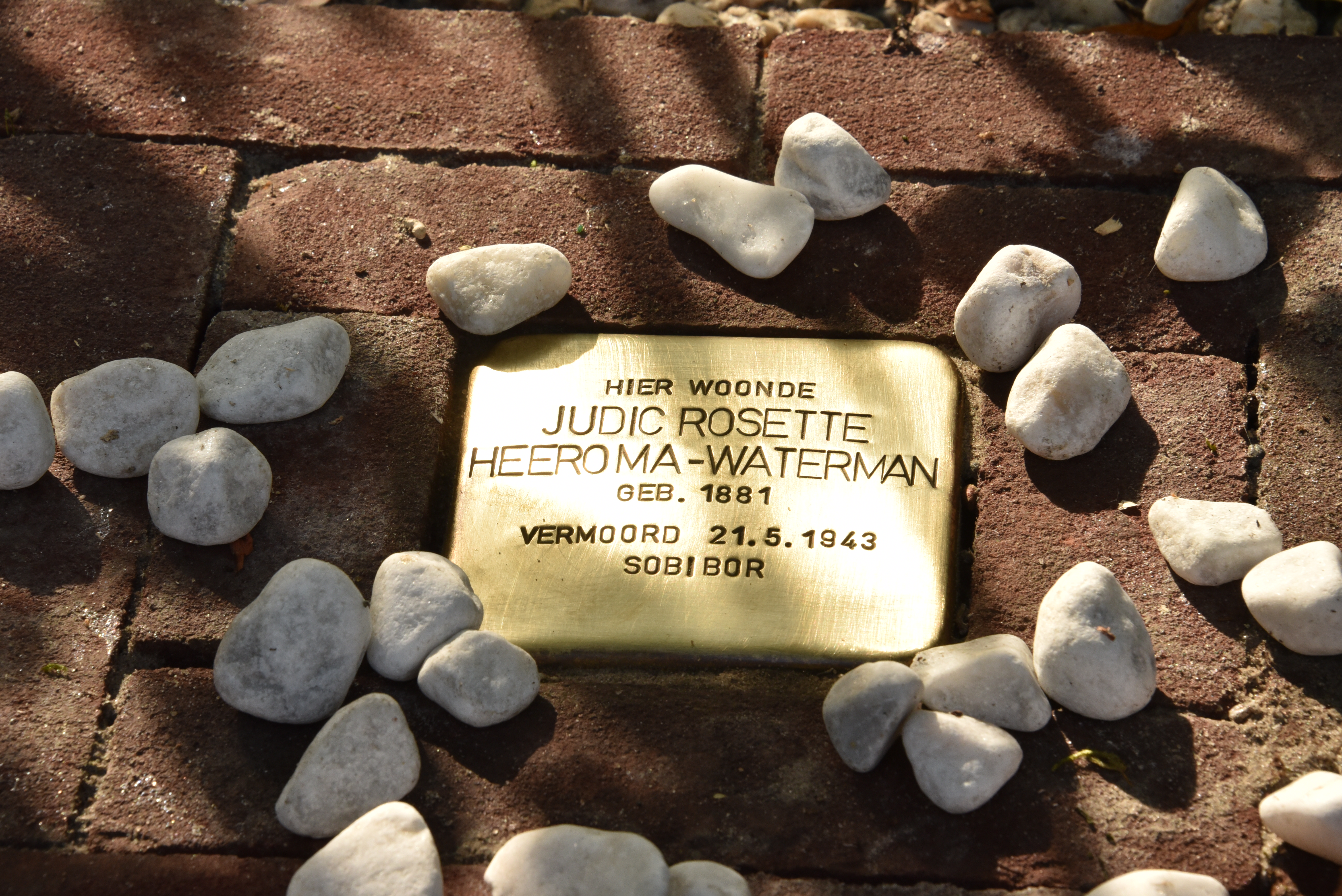
Stolperstein voor Judic Rosette Heeroma-Waterman in De Bilt

De lijst van Stolpersteine in Utrecht (provincie) geeft een overzicht van de gedenkstenen die in de Nederlandse provincie Utrecht zijn geplaatst in het kader van het Stolpersteine-project van de Duitse beeldhouwer-kunstenaar Gunter Demnig. 
Omdat het Stolpersteine-project doorloopt, kan deze lijst onvolledig zijn. 

## Stolpersteine
In de volgende gemeenten bevinden zich Stolpersteine:
- Bunschoten
- De Bilt
- De Ronde Venen
- Houten
- Oudewater
- Soest
- Stichtse Vecht
- Utrecht
- Utrechtse Heuvelrug
- Veenendaal
- Vijfheerenlanden
- Woerden